# Estil Tudor

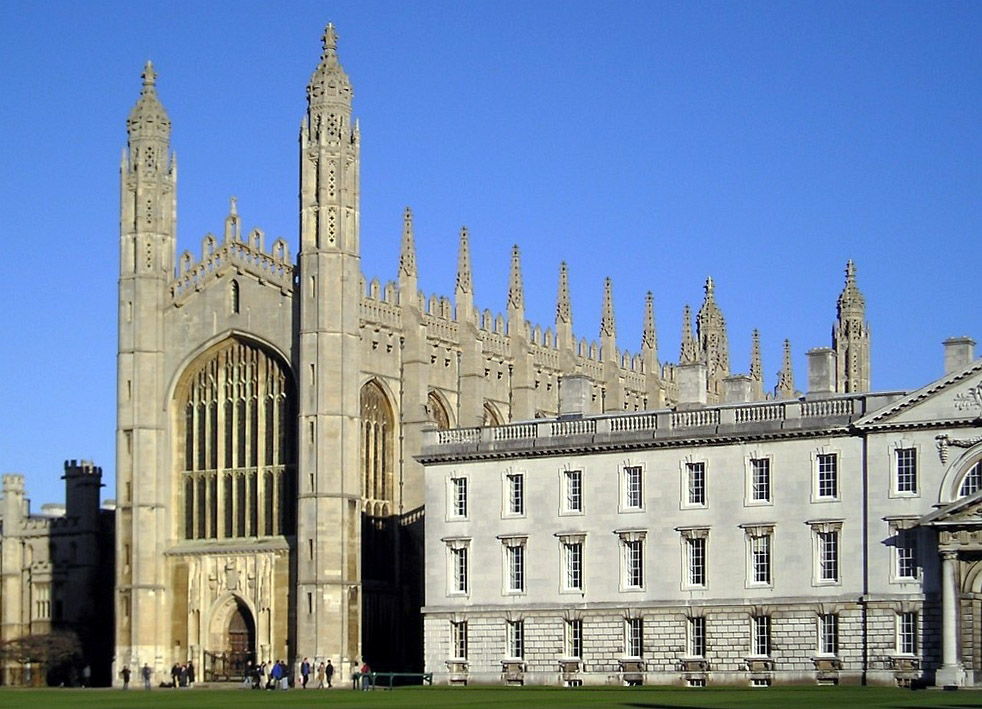
King's College Chapel vista des de l'exterior.

L'estil Tudor en arquitectura és el desenvolupament final de l'arquitectura medieval durant el període Tudor (1485–1603) i a més estava dirigit per la classe conservadora. Va seguir el Perpendicular style. L'estil Tudor manté el seu antic gust anglès en molts colleges d'Oxford i Cambridge.
L'arc de quatre centres, actualment conegut com a arc Tudor, és una de les seves característiques: algunes de les finestres més belles anomenades oriel window pertanyen a aquest període; les motllures són més naturalistes.
Principals exemples d'aquest estil arquitectònic en edificis religiosos:
- Capella de Westminster (1503)
- King's College Chapel, Cambridge
- St. George's Chapel, Castell de Windsor
- la Old schools a Oxford.

Edificis civils:
- Eltham Palace, Kent
- Oxburgh Hall, Norfolk
- Owlpen Manor, Gloucestershire
- King's College, Aberdeen
- Layer Marney Tower, Essex
- East Barsham Manor, Norfolk
- Fords Hospital, Coventry.
- Compton Wynyates
- Hampton Court Palace
- Montacute House (tardo Tudor)
- Wollaton Hall, Nottinghamshire (tardo Tudor)
- Old Market Hall, Shrewsbury
- Hunsdon House, Hertfordshire

També es troba l'estil Tudor a Escòcia, com és el cas del King's College a Aberdeen.
Al segle xix es va combinar els estils Tudor i l'Elisabettiana.